# Méson vecteur
Un méson vecteur est une particule hadronique composée de deux quarks avec des spins parallèles. Le méson vecteur est de spin 1.
Le Méson J/Ψ est un méson vecteur.

## Historique
Alexandru Proca (1897 - 1955), ses équations ont prévu l'existence des mésons vectoriels (travail en physique théorique de 1936 à 1941). Ce type de méson n'a été observé qu'après 1960.